# Allmänna Idrottsklubben Fotboll 2016
Questa voce raccoglie le informazioni riguardanti l'Allmänna Idrottsklubben Fotboll, meglio conosciuto come AIK, nelle competizioni ufficiali della stagione 2016.

## Maglie e sponsor
Lo sponsor tecnico per la stagione 2016 è Adidas, mentre il main sponsor ufficiale è la marca di birra Åbro. La prima divisa presenta una maglia nera con inserti gialli, pantaloncini bianchi (talvolta neri) e calzettoni gialloneri. La divisa di riserva è bianca con inserti neri, pantaloncini bianchi e calzettoni bianchi.
Per celebrare i 125 anni di vita del club, in occasione dei primi due turni preliminari di Europa League, la squadra ha indossato una speciale maglia commemorativa di colore grigio su cui campeggiava il vecchio stemma sociale.
| Casa | Trasferta | Europa |

## Rosa
| N. |                      | Ruolo | Calciatore                     |
| -- | -------------------- | ----- | ------------------------------ |
| 2  | Islanda (bandiera)   | D     | Haukur Hauksson                |
| 3  | Svezia (bandiera)    | D     | Per Karlsson                   |
| 4  | Svezia (bandiera)    | D     | Nils-Eric Johansson (capitano) |
| 7  | Norvegia (bandiera)  | A     | Fredrik Brustad                |
| 7  | Nigeria (bandiera)   | A     | Chinedu Obasi                  |
| 8  | Svezia (bandiera)    | C     | Johan Blomberg                 |
| 10 | Svezia (bandiera)    | A     | Denni Avdić                    |
| 11 | Finlandia (bandiera) | C     | Eero Markkanen                 |
| 13 | Canada (bandiera)    | P     | Kenny Stamatopoulos            |
| 14 | Nigeria (bandiera)   | C     | John Chibuike                  |
| 15 | Finlandia (bandiera) | D     | Sauli Väisänen                 |
| 17 | Ghana (bandiera)     | C     | Ebenezer Ofori                 |
| 19 | Iraq (bandiera)      | C     | Ahmed Yasin                    |

| N. |                        | Ruolo | Calciatore                      |
| -- | ---------------------- | ----- | ------------------------------- |
| 20 | Nigeria (bandiera)     | C     | Dickson Etuhu                   |
| 21 | Svezia (bandiera)      | D     | Daniel Sundgren                 |
| 22 | Svezia (bandiera)      | A     | Carlos Strandberg               |
| 24 | Svezia (bandiera)      | C     | Stefan Ishizaki (vice capitano) |
| 26 | Paesi Bassi (bandiera) | D     | Jos Hooiveld                    |
| 28 | Svezia (bandiera)      | C     | Niclas Eliasson                 |
| 29 | Svezia (bandiera)      | C     | Anton Salétros                  |
| 31 | Svezia (bandiera)      | C     | Christos Gravius                |
| 32 | Ghana (bandiera)       | D     | Patrick Kpozo                   |
| 34 | Svezia (bandiera)      | P     | Oscar Linnér                    |
| 35 | Svezia (bandiera)      | P     | Patrik Carlgren                 |
| 36 | Svezia (bandiera)      | A     | Alexander Isak                  |
| 39 | Svezia (bandiera)      | C     | Amin Affane                     |

## Risultati

### Allsvenskan

#### Girone di andata
| Arbitro: | Jonas Eriksson (Sigtuna) |

|             |           |                  |
| Brustad 43’ | Marcatori | 42’ Sigurjónsson |

| Arbitro: | Glenn Nyberg (Borlänge) |

|  |           |                         |
|  | Marcatori | 36’ Strandberg 50’ Isak |

| Arbitro: | Bojan Pandžić (Hisings Backa) |

|                                      |           |                                 |
| Hauksson 9’ Ishizaki 54’ Brustad 79’ | Marcatori | 29’ Hysén 58’ Jónsson 62’ Hysén |

| Arbitro: | Stefan Johannesson (Täby) |

|                                                           |           |                |
| Nyman 23’ Karlsson 49’ (aut.) Andersson 62’ Tkalčić 90+4’ | Marcatori | 60’ Strandberg |

| Arbitro: | Kristoffer Karlsson (Höganäs) |

|                       |           |             |
| Isak 14’ Salétros 44’ | Marcatori | 19’ Prodell |

| Arbitro: | Johan Hamlin (Bro) |

|                              |           |                |
| J. Larsson 6’ J. Larsson 75’ | Marcatori | 21’ Strandberg |

| Solna 2 maggio 2016, ore 19:00 7ª giornata | AIK                          | 0 – 0 referto | Jönköpings Södra | Friends Arena\| Arbitro: \| Mohammed Al-Hakim (Västerås) \| |
| Arbitro:                                   | Mohammed Al-Hakim (Västerås) |               |                  |                                                             |

| Arbitro: | Kaspar Sjöberg (Malmö) |

|                           |           |                                         |
| Paulinho 32’ Paulinho 80’ | Marcatori | 24’ Strandberg 28’ Yasin 85’ Strandberg |

| Arbitro: | Bojan Pandžić (Hisings Backa) |

|                           |           |  |
| Ishizaki 12’ Hauksson 51’ | Marcatori |  |

| Arbitro: | Per Melin (Kävlinge) |

|                                   |           |                                              |
| Juel-Nielsen 39’ Juel-Nielsen 81’ | Marcatori | 17’ Strandberg 45+1’ Hauksson 53’ Strandberg |

| Arbitro: | Mohammed Al-Hakim (Västerås) |

|  |           |          |
|  | Marcatori | 52’ Isak |

| Solna 28 maggio 2016, ore 16:00 12ª giornata | AIK                   | 0 – 0 referto | Örebro | Friends Arena\| Arbitro: \| Andreas Ekberg (Lund) \| |
| Arbitro:                                     | Andreas Ekberg (Lund) |               |        |                                                      |

| Arbitro: | Glenn Nyberg (Borlänge) |

|           |           |              |
| R. Elm 3’ | Marcatori | 33’ Ishizaki |

| Arbitro: | Martin Strömbergsson (Gävle) |

|           |           |                 |
| Avdić 44’ | Marcatori | 15’ Kjartansson |

| Arbitro: | Mohammed Al-Hakim (Västerås) |

|  |           |                                      |
|  | Marcatori | 11’ Hauksson 17’ Markkanen 38’ Ofori |

#### Girone di ritorno
| Arbitro: | Robert Daradić (Helsingborg) |

|                            |           |  |
| Markkanen 1’ Markkanen 37’ | Marcatori |  |

| Arbitro: | Markus Strömbergsson (Gävle) |

|                                     |           |  |
| Wolff Eikrem 43’ Christiansen 90+3’ | Marcatori |  |

| Arbitro: | Andreas Ekberg (Lund) |

|                                   |           |                     |
| Markkanen 63’ Sundgren 83’ (rig.) | Marcatori | 47’ (aut.) Väisänen |

| Arbitro: | Kristoffer Karlsson (Höganäs) |

|  |           |                      |
|  | Marcatori | 37’ Obasi 90+2’ Isak |

| Solna 28 agosto 2016, ore 15:00 20ª giornata | AIK                       | 0 – 0 referto | Hammarby | Friends Arena\| Arbitro: \| Stefan Johannesson (Täby) \| |
| Arbitro:                                     | Stefan Johannesson (Täby) |               |          |                                                          |

| Arbitro: | Glenn Nyberg (Borlänge) |

|                      |           |                                             |
| Johansson 71’ (aut.) | Marcatori | 16’ Avdić 18’ (aut.) Tranberg 35’ Markkanen |

| Arbitro: | Kaspar Sjöberg (Malmö) |

|               |           |  |
| Markkanen 81’ | Marcatori |  |

| Arbitro: | Stefan Johannesson (Täby) |

|  |           |                             |
|  | Marcatori | 15’ Isak 65’ Isak 76’ Obasi |

| Arbitro: | Mohammed Al-Hakim (Västerås) |

|                       |           |                     |
| Prodell 33’ Frick 75’ | Marcatori | 30’ Obasi 32’ Obasi |

| Arbitro: | Jonas Eriksson (Sigtuna) |

|                                                                  |           |  |
| Ishizaki 31’ Isak 36’ Ofori 57’ Obasi 63’ Isak 74’ Markkanen 87’ | Marcatori |  |

| Arbitro: | Mohammed Al-Hakim (Västerås) |

|                    |           |  |
| Isak 10’ Obasi 83’ | Marcatori |  |

| Arbitro: | Andreas Ekberg (Lund) |

|              |           |  |
| Ómarsson 26’ | Marcatori |  |

| Arbitro: | Jonas Eriksson (Sigtuna) |

|                            |           |            |
| Väisänen 23’ Markkanen 81’ | Marcatori | 44’ Owoeri |

| Jönköping 31 ottobre 2016, ore 19:00 29ª giornata | Jönköpings Södra             | 0 – 0 referto | AIK | Stadsparksvallen\| Arbitro: \| Mohammed Al-Hakim (Västerås) \| |
| Arbitro:                                          | Mohammed Al-Hakim (Västerås) |               |     |                                                                |

| Arbitro: | Andreas Ekberg (Lund) |

|                                        |           |             |
| Isak 41’ Sundgren 48’ (rig.) Ofori 76’ | Marcatori | 10’ Romário |

### Svenska Cupen 2015-2016

#### Gruppo 3
| Arbitro: | Stefan Johannesson (Täby) |

|                       |           |           |
| Brustad 20’ Avdić 70’ | Marcatori | 74’ Peter |

| Arbitro: | Johan Hamlin (Bro) |

|  |           |                                                                         |
|  | Marcatori | 14’ Markkanen 25’ Affane 67’ Hauksson 83’ Nikolić 85’ Väisänen 86’ Isak |

| Arbitro: | Markus Strömbergsson (Gävle) |

|                       |           |                |
| Yasin 7’ Hauksson 36’ | Marcatori | 14’ Krizanović |

#### Fase finale
| Arbitro: | Mohammed Al-Hakim (Västerås) |

|                                    |                      |                                           |
| Hooiveld 61’                       | Marcatori            | 45’ Smárason                              |
| Yasin Hooiveld Johansson Markkanen | Tiri di rigore 2 – 4 | Haglund Smárason Khalili Alex Kristinsson |

### Svenska Cupen 2016-2017
| Arbitro: | Lars Olsson (Umeå) |

|  |           |                   |
|  | Marcatori | 30’ Isak 83’ Isak |

### UEFA Europa League 2016-2017

#### Turni preliminari
| Arbitro: | Kirill Levnikov |

|                          |           |  |
| Affane 27’ Johansson 52’ | Marcatori |  |

| Arbitro: | Fedayi San |

|  |           |                         |
|  | Marcatori | 8’ Avdić 24’ Strandberg |

| Arbitro: | Ognjen Valjić |

|                |           |  |
| Strandberg 89’ | Marcatori |  |

| Arbitro: | Ádám Farkas |

|  |           |               |
|  | Marcatori | 55’ Markkanen |

| Arbitro: | Bastian Dankert |

|            |           |  |
| Moledo 79’ | Marcatori |  |

| Arbitro: | Tony Chapron |

|  |           |                     |
|  | Marcatori | 46’ Ibarbo 73’ Berg |